# إلغين ،مقاطعة كريشاو (كارولاينا الجنوبية)
إلغين، مقاطعة كريشاو (بالإنجليزية: Elgin, Kershaw County, South Carolina)‏ هي بلدة أمريكية تقع في الولايات المتحدة في مقاطعة كيرشاو. يقدر عدد سكانها بـ 806 نسمة ومساحتها 2.5 كم2 .

## التركيبة السكانية
حدّد مكتب تعداد الولايات المتحدة بيانات التركيبة السكانية لإلغين ،مقاطعة كريشاو في تعداد الولايات المتحدة. في ما يلي، التركيبة السكانية حسب تعدادي 2000 و2010.

### تعداد عام 2000
بلغ عدد سكان إلغين ،مقاطعة كريشاو 806 نسمة بحسب تعداد عام 2000، وبلغ عدد الأسر 288 أسرة وعدد العائلات 232 عائلة مقيمة في البلدة. في حين سجلت الكثافة السكانية 287.9 نسمة لكل كيلومتر مربع (745.7/ميل2). وبلغ عدد الوحدات السكنية 306 وحدة بمتوسط كثافة قدره 109.3 لكل كيلومتر مربع (283.1/ميل2).
وتوزع التركيب العرقي للبلدة بنسبة 89.83% من البيض و8.31% من الأمريكيين الأفارقة و0.25% من الأمريكيين الأصليين و0.12% من الأمريكيين ذوي الأصول الآسيوية و1.24% من الأعراق الأخرى و0.25% من عرقين مختلطين أو أكثر و3.85% من الهسبانيون أو اللاتينيون من أي عرق.
بلغ عدد الأسر 288 أسرة كانت نسبة 45.1% منها لديها أطفال تحت سن الثامنة عشر تعيش معهم، وبلغت نسبة الأزواج القاطنين مع بعضهم البعض 69.1% من أصل المجموع الكلي للأسر، ونسبة 8.7% من الأسر كان لديها معيلات من الإناث دون وجود شريك،  بينما كانت نسبة 2.8% من الأسر لديها معيلون من الذكور دون وجود شريكة وكانت نسبة 19.4% من غير العائلات. تألفت نسبة 17% من أصل جميع الأسر من عدة أفراد يعيشون في نفس المنزل ونسبة 6.6% كانت تتألف من شخص يعيش بمفرده يبلغ من العمر 65 عاماً أو أكثر. وبلغ متوسط حجم الأسرة المعيشية 2.80، أما متوسط حجم العائلات فبلغ 3.14.
بلغ العمر الوسطي للسكان 35.0 عاماً. وكانت نسبة 28.3% من القاطنين تحت سن الثامنة عشر، وكانت نسبة 6.3% بين الثامنة عشر والرابعة والعشرين عاماً، ونسبة 32.6% كانت واقعةً في الفئة العمرية ما بين الخامسة والعشرين والرابعة والأربعين عاماً، ونسبة 23.7% كانت ما بين الخامسة والأربعين والرابعة والستين، ونسبة 9.1% كانت ضمن فئة الخامسة والستين عاماً فما فوق. يوجد لكل 100 أنثى 93.8 ذكر، ويوجد لكل 100 أنثى في الثامنة عشر من عمرها فما فوق 92.0 ذكر.
بلغ متوسط دخل الأسرة في البلدة 49,063 دولارًا، أما متوسط دخل العائلة فبلغ 51,667 دولارًا. وكان متوسط دخل الذكور 37,417 دولارًا مقابل 25,288 دولارًا للإناث. وسجل دخل الفرد الخاص بالبلدة 17,592 دولارًا. وكانت نسبة 9.4% من العائلات ونسبة 11.6% من السكان تحت خط الفقر، وكان من هؤلاء نسبة 13% تحت سن الثامنة عشر ونسبة 10.3% في الخامسة والستين من العمر وما فوق.

### تعداد عام 2010
بلغ عدد سكان إلغين ،مقاطعة كريشاو 1,311 نسمة بحسب تعداد عام 2010، وبلغ عدد الأسر 484 أسرة وعدد العائلات 375 عائلة مقيمة في البلدة. في حين سجلت الكثافة السكانية 468.2 نسمة لكل كيلومتر مربع (1,212.6/ميل2). وبلغ عدد الوحدات السكنية 521 وحدة بمتوسط كثافة قدره 186.1 لكل كيلومتر مربع (482.0/ميل2).
وتوزع التركيب العرقي للبلدة بنسبة 83.52% من البيض و11.14% من الأمريكيين الأفارقة و0.46% من الأمريكيين الأصليين و0.23% من الأمريكيين ذوي الأصول الآسيوية و2.44% من الأعراق الأخرى و2.21% من عرقين مختلطين أو أكثر و5.87% من الهسبانيون أو اللاتينيون من أي عرق.
بلغ عدد الأسر 484 أسرة كانت نسبة 43% منها لديها أطفال تحت سن الثامنة عشر تعيش معهم، وبلغت نسبة الأزواج القاطنين مع بعضهم البعض 61.2% من أصل المجموع الكلي للأسر، ونسبة 11.8% من الأسر كان لديها معيلات من الإناث دون وجود شريك،  بينما كانت نسبة 4.5% من الأسر لديها معيلون من الذكور دون وجود شريكة وكانت نسبة 22.5% من غير العائلات. تألفت نسبة 18% من أصل جميع الأسر من عدة أفراد يعيشون في نفس المنزل ونسبة 6.6% كانت تتألف من شخص يعيش بمفرده يبلغ من العمر 65 عاماً أو أكثر. وبلغ متوسط حجم الأسرة المعيشية 2.71، أما متوسط حجم العائلات فبلغ 3.05.
بلغ العمر الوسطي للسكان 36.8 عاماً. وكانت نسبة 28.1% من القاطنين تحت سن الثامنة عشر، وكانت نسبة 5.6% بين الثامنة عشر والرابعة والعشرين عاماً، ونسبة 31% كانت واقعةً في الفئة العمرية ما بين الخامسة والعشرين والرابعة والأربعين عاماً، ونسبة 26.1% كانت ما بين الخامسة والأربعين والرابعة والستين، ونسبة 9.2% كانت ضمن فئة الخامسة والستين عاماً فما فوق. وتوزع التركيب الجنسي للسكان بنسبة 48.7% ذكور و51.3% إناث.